# Peglio (Pesaro-Urbino)

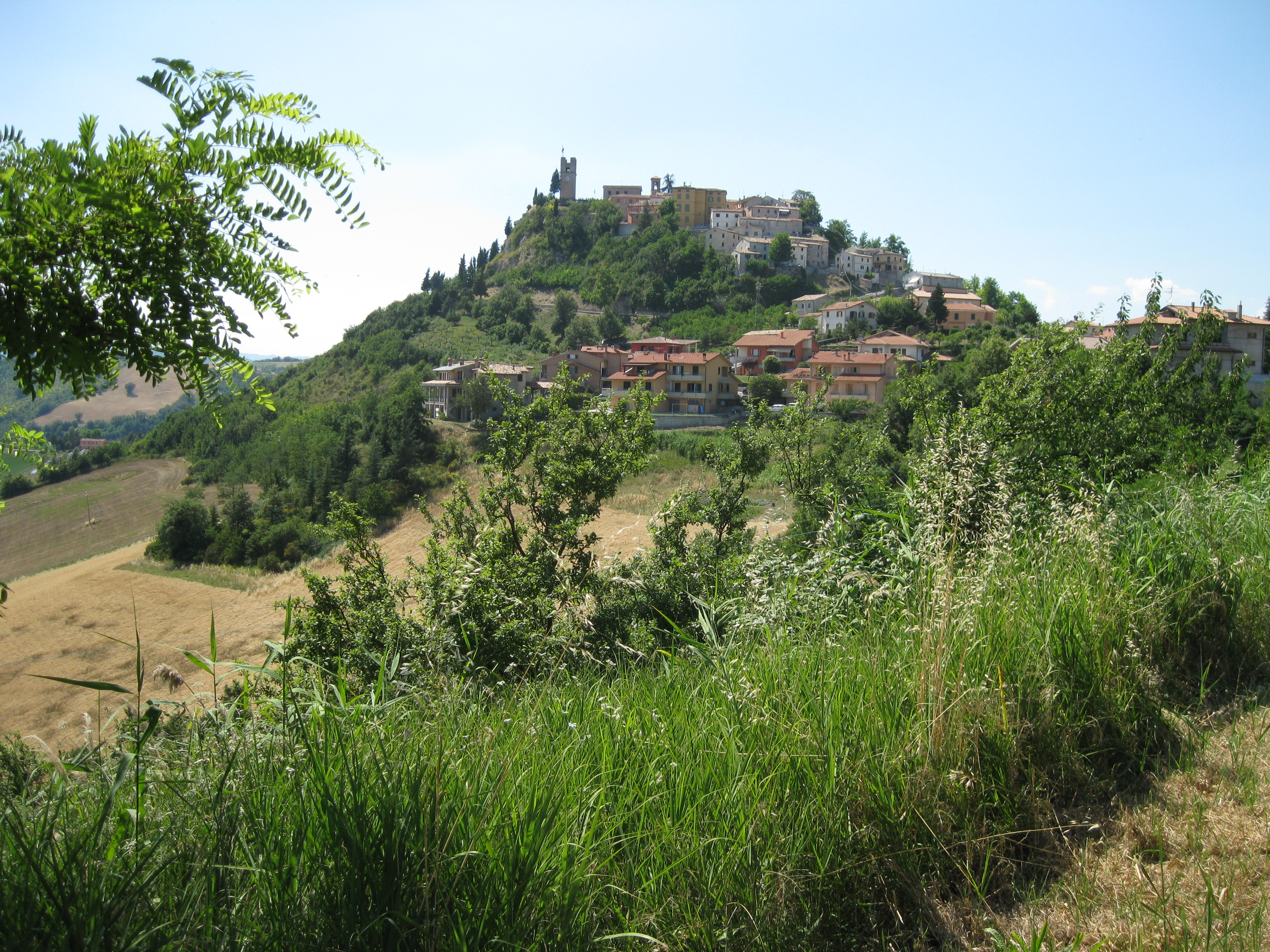
Peglio

Peglio is een gemeente in de Italiaanse provincie Pesaro e Urbino in de regio Marche, gelegen ongeveer 80 km ten westen van Ancona en ongeveer 40 km ten zuidwesten van Pesaro. Op 31 december 2004 had de gemeente een inwonertal van 756 en een oppervlakte van 20.2 km².
Met uitzicht op de bovenste vallei van de Metauro, stijgt het uit boven een machtige rots van krijtsteen in een heuvelachtige context, op een balkon van 534 m boven de zeespiegel.
In de oudheid was het Romeinse pago,  waar rond 739 de trouwe Longobarden van Koning Liutprand werden verslagen door het Romeins-Byzantijnse leger.  Het kasteel van Peglio, al gedeeltelijk een leengoed van de benedictijnen in 1185, werd in 1291 door paus Nicolaas IV bestemd voor de veilige residentie van de rector van Massa, tijdens de geschillen tussen de Da Montefeltro, de Della Faggiola, de Brancaleoni van Casteldurante.
In 1797, tijdens de anti-Napoleontische reactie, nam Peglio actief deel aan de opstanden, zoals in de nasleep van de onafhankelijkheidsoorlogen. Bij de komst van de eenwording van Italië werd Peglio erkend als zelfstandige gemeente. Tijdens de tweede wereldoorlog was Peglio onderdeel van het naastgelegen Urbania. Peglio is weer onafhankelijk geworden na de bevrijding.
De kerk in Peglio, gewijd aan de beschermer San Fortunato bisschop van Todi, is een van de oudste kerken in het bisdom Urbino. 

## Monumenten en bezienswaardigheden
Kerk van San Fortunato: met de twee crypten en de Via Crucis in terracotta, daterend uit de achttiende eeuw, waarschijnlijk geproduceerd in de keramiekwinkels van het nabijgelegen Casteldurante.
Klokkentoren: van middeleeuwse oorsprong, gerenoveerd door de eeuwen heen, met behoudt van de oorspronkelijke architecturale structuur en de imposante grootte. Oorspronkelijk met een gesloten dak, tegenwoordig met kantelen. 

## Geografie
Peglio grenst aan de gemeenten: Lunano, Sant'Angelo in Vado, Sassocorvaro, Urbania en Urbino.

## Demografie
Peglio's inwonertal steeg in de periode 1991-2001 met ongeveer 13% volgens cijfers uit de tienjaarlijkse volkstellingen van ISTAT.
| Jaar | Inwoneraantal |
| ---- | ------------- |
| 1991 | 641           |
| 2001 | 727           |